# Antodynerus angolensis
Antodynerus angolensis är en stekelart som först beskrevs av Rad. 1881.  Antodynerus angolensis ingår i släktet Antodynerus och familjen Eumenidae. Inga underarter finns listade i Catalogue of Life.